# David Ingalls

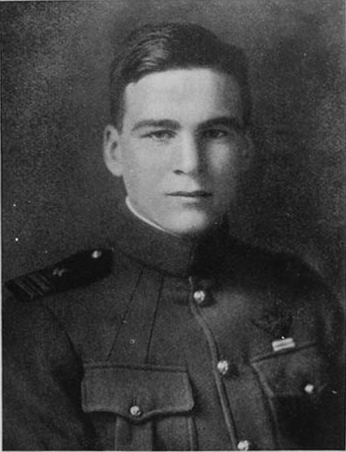
David Sinton Ingalls.

David Sinton Ingalls, född 28 januari 1899 i Cleveland i Ohio, död 26 april 1985 i Hunting Valley i Ohio, var en amerikansk advokat, militär, politiker, flygare och flygaräss. 
David Sinton Ingalls växte upp i Cleveland. Hans pappa Albert var verksam vid järnvägsbolaget New York Central Railroad, medan modern Jane Taft på håll var släkt med president William Howard Taft. Efter avslutad grundläggande skolgång i Cleveland sökte sig Ingels till University School i Cleveland. Därefter fortsatte han studierna vid St. Paul's school i Concord i New Hampshire. 1916 kom han till Yale University, där han 1917 kom med i universitetets flygklubb First Yale Unit. Strax efter sin artonårsdag flög han upp för sitt flygcertifikat. Eftersom första världskriget brutit ut anmälde han sig för tjänst inom marinen. Han placerades i Gosport i England, där han fick utbildning i stridsflygsteknik.
Samma dag som han landsattes i Dunkerque i Frankrike inledde den tyska krigsmakten ett massanfall och trängde djupt in i de allierade linjerna. Ingalls placerades omgående vid British Royal Air Force 213rd Squadron, som ansvarade för luftstriderna över den franska och belgiska kustlinjen. Till en början fick han följa med erfarna stridspiloter på deras uppdrag, men han lärde sig fort stridstekniken och var delaktig i anfallen mot de tyska flygplanen. Efter ytterligare stridsflygsutbildning placerades han i kort tid vid 218:e skvadronen där han flög DH-9 för att bomba tyska ubåtsbaser. Medan han var vid 218:e lyckades han skjuta ner ett tyskt flygplan och en tysk observationsballong. Tyvärr kom bevisen för de segrarna bort och de räknas som obekräftade. 
Ingalls återplacerades vid 213:e skvadronen i Flandern med uppgiften att slå mot tyska baser i Nordsjön. Hans första officiella luftseger kom 11 augusti 1918, när han och hans gruppchef lyckades skjuta ner ett tyskt spaningsflygplan bakom den egna frontlinjen. Två dagar senare gjorde hans skvadron ett överraskande anfall mot en tysk flygbas långt bakom frontlinjen. Med bomber och maskingevär lyckades skvadronen förstöra 38 fiendeflygplan. Två veckor senare anföll Ingalls tillsammans med två skvadronmedlemmar ett tyskt spaningsflygplan. Det blev hans andra officiella luftseger.
Allt eftersom slagstyrkan för de allierade ökade blev anfallen större mot de tyska flygbaserna. Ingalls ledde att anfall med fem Sopwith Camel mot en tysk flygbas. Dolda av molnen dök man ner mot basen och bombade hangarerna och flygplanen på marken. På återflygningen till sin egen bas observerade han ett spaningsflygplan som han anföll tillsammans med sin rotetvåa. Det blev Ingalls tredje luftseger.
Hans största triumf skedde 18 september 1918, när han tillsammans med två andra flygplan anföll en observationsballong över Oostende. Från hög höjd dök han ner mot ballongen medan luftvärnet försökte skjuta ner honom. Samtidigt avfyrade han sin kulspruta mot ballongen, som träffades och exploderade. När han två dagar senare eskorterade några bombflygplan, lyckades han i en kurvstrid träffa en Fokker. Hans femte seger kom 24 september 1918 då han på kort avstånd sköt ner en Rumpler över Pierre Cappele. Han blev därmed US Navys första och enda flygaräss under första världskriget. Under kriget deltog han som pilot i 63 stridsuppdrag.  
Vid krigsslutet återvände han till USA för att studera humaniora vid Yale. Därefter studerade han juridik vid Harvard. Efter examen anställdes han 1923 vid advokatkontoret Squire, Sanders and Dempsey i Cleveland. 1926 valdes han in i Ohios lagstiftande församling, där han var delaktig i lagstiftningen av Ohio Aviation Code, som senare kom att bilda modell för andra stater i USA. 
President Hoover utsåg honom 1929 till assistant secretary för Navy for Aeronautics, där han tillsammans med amiral Moffeto drog upp riktlinjerna för flottans expansion av det marina flygvapnet. Sedan han utnämnts till lieutenant commander i flottans reserv, antog han erbjudanden från civila flygbolag som konsult. Tillsammans med Charles Lindbergh försökte man öppna flyglinjer till Orienten för Pan American Airways.
När andra världskriget bröt ut i Europa utsågs han till vice verkställande direktör för Pan Am. Från bolagets högkvarter i Miami arbetade han med logistiken och överflygningen av de amerikansktillverkade flygplanen till England. När sedan anfallet mot Pearl Harbor drabbade USA, ombads han av amiral John Towers att sätta upp Naval Air Station i Honolulu, som blev en huvudbas för det nybildade Naval Air Transport System. När freden kom, lämnade han US Navy som amiral, och återvände till Pan Am som chef för bolagets verksamhet utomlands.
1954 blev han ansvarig utgivare och direktör för tidningen Cincinnati Times-Star och styrelseledamot i radiobolaget Taft Broadcasting Company.

## Segrar, datum, eget flygplan, fiendeflygplan, plats
- 11 aug 1918 Sopwith Camel, (C73) Albatros C, nordost om Dixmude
- 21 aug 1918 Sopwith Camel (N6376), LVG C, söder om Zevecote
- 15 sept 1918 Sopwith Camel (D9649), Rumpler C, Oostende
- 18 sept 1918 Sopwith Camel (D9649), observationsballong, La Barriere
- 20 sept 1918 Sopwith Camel (D8177), Fokker D.VII, Vlisseghem
- 24 sept 1918 Sopwith Camel (D9649), Rumpler C, St. Pierre Cappele